# Frank Evans
Francis "Frank" Evans (nacido el 18 de agosto de 1943) es un torero británico más conocido como "El Inglés". Es el único torero británico actualmente.

## Comienzos de carrera profesional
El hijo de un carnicero, Evans había empezado fuera con ambiciones para ser un profesional de liga del rugbi. Primero fue interesado en el mundo taurino oyendo las historias de su padre de ver corridas de toros cuándo venía a España desde Gibraltar durante la Segunda Guerra mundial. En 1963, con 19 años, en su primer viaje en el extranjero (para atender una boda en España)  presencia su primer festejo en el Corpus Christi en la plaza de toros de Granada. Una lectura subsiguiente de la autobiografía de Vincent Hitchcock, el primer profesional taurino británico, le persuadió que sea posible para un Briton el entrenar como torero. En abril de 1964  se apunta a la escuela taurina de Valencia.
La primera vez que toreo fue en un pueblo de la comunidad Valenciana. Su primera festejo profesional como novillero fue en Montpellier, en Francia en 1966, siguiendo una mezcla arriba por el promotor, quién creyó que había reservado otro torero inglés llamado Henry Higgins. Aun así, por 1969, y después de que solo tres toreros profesionales y luchando para conseguir vivir de esto y para pagar el equipamiento, Evans regresó a Salford.
Atrás en Salford, empieza un negocio de cocina exitoso. También un socio de George Más, en uno señala ser su "director oficioso".

## Reanudación de su carrera
La muerte de su padre en 1976 lo convenció de que "la vida es demasiado corta" para no perseguir los sueños y regresó a España. Para 1979 volvía a pelear profesionalmente.
Al darse cuenta de que, aunque Evans no estaba muy bien clasificado, atraía a grandes multitudes, el dueño del ring de Benalmádena comenzó a darle reservas regulares a Evans. En 1991 consiguió hacerse matador de toros.  En 2003 ocupaba el puesto 63 del mundo, entre unos 10.000 toreros. En 2005 anunció su retiro, debido a una artritis en la rodilla por una lesión en la liga de rugby . En ese momento dijo que continuaría con sus intereses comerciales en la propiedad, la construcción y la importación de tabaco.

## Retirada y regreso
Después de su retiro, Evans recibió una rodilla de titanio de reemplazo. En un control de salud de rutina en 2007, se descubrió que tenía las arterias bloqueadas y una válvula cardíaca con fugas. Se sometió a un bypass cardíaco cuádruple.
En 2009 anunció su vuelta al toreo. Su primera lidia fue en Benalmádena, matando dos toros y recibiendo las orejas de los toros como premio de los jueces.. Evans ha declarado que solo la vejez le impedirá torear, y que planea torear en Ecuador, Colombia y Perú.

## Lesiones
Evans ha sido corneado seis veces.. Estos incluyen un cogida en la nalga en 1984 en Ciudad Rodrigo,y una herida de un pie de largo sufrida en una pelea en México.

## En los medios de comunicación
En 1988, Evans hizo una aparición prolongada en el programa de discusión de actualidad After Dark de Canal 4, junto a entre otros Katie Boyle y Miriam Rothschild. Fue el tema de un documental de Channel 4 titulado The Buspass Bullfighter , y ha escrito una autobiografía bien recibida, The Last British Bullfighter . Tanto su retiro como su regreso fueron ampliamente cubiertos por los medios británicos.
En 2012, Evans apareció en un libro, The Bull and The Ban , dando su punto de vista sobre las normas taurinas y cómo podrían cambiarse para que fueran menos crueles.